# Бруней
Султанство Бруней, официално название Държава Бруней Даруссалам (на малайски: Negara Brunei Darussalam) е суверенна държава, разположена на северния бряг на остров Борнео в Югоизточна Азия. Освен от Южнокитайско море, страната е напълно заобиколена от малайзийския щат Саравак, който я разделя на две части. Бруней е единствената суверенна държава, разположена изцяло на остров Борнео. Останалата част от територията на острова е разделена между държавите Малайзия и Индонезия. Населението на Бруней е 408 786 души през юли 2012 г. 
Начело на Брунейската империя, султан Болкиа (управлявал през 1485 – 1528 г.) е имал контрол върху повечето региони на Борнео, включително съвременния Саравак и Сабах, както и архипелага Сулу от североизточния край на Борнео, Селудонг (съвременна Манила) и островите от северозападния край на Борнео. Морската държава е посетена от експедицията на Магелан през 1521 г. и се бори срещу Испания през 1578 г. в Испано-брунейската война.
През XIX век Брунейската империя започва да упада. Султанатът отстъпва Саравак (Кючинг) на Джеймс Брук и отстъпва Сабах за британската колония „Северно Борнео“. През 1888 г. тя е присъединена към Британската империя. След японската окупация през Втората световна война, през 1959 г. е написана нова конституция. През 1962 г. малък въоръжен преврат срещу монархията е спрян с помощта на британците.
Бруней получава своята независимост от Обединеното кралство на 1 януари 1984 г. Икономическият растеж през 90-те и 2000-те години на XX век, като БВП нарасва с 56% от 1999 г. до 2008 г., Бруней се превръща в индустриализирана страна. Държавата печели богатство от големите си находища на нефт и природен газ. Бруней е с втори по големина индекс на човешкото развитие сред страните от Югоизточна Азия след Сингапур и е класифициран като „развиваща се страна“. Според Международния валутен фонд (МВФ) Бруней е на пето място в света по брутен вътрешен продукт на глава от населението по паритет на покупателната способност. МВФ оценява през 2011 г., че Бруней е една от двете страни (другата е Либия) с държавен дълг в размер на 0% от националния БВП. Forbes също така нарежда Бруней като петата най-богата държава от общо 182, благодарение на полетата си за нефт и природен газ. Националният празник на страната е 23 февруари.

## История

### Ранна история
Един от най-ранните китайски записи е писмото от 977 г. до китайския император от владетеля на По-ни, което според някои учени се отнася до Борнео. Преди появата на Брунейската империя при мюсюлманската династия Болка, се смята, че основната религия в Бруней е будизъм. Според легендата Бруней е основан от Ауанг Алак Бетатър, по-късно идва султан Мухамад Шах. Той се премества от Гаранг, място в област Тембуронгдо, устието на река Бруней, където открива Бруней. Според легендата, при приземяването си, той възкликва „Бару не“ (свободно преведено като „това е то!“ или „там“), от което произлиза името „Бруней“. Той е първият мюсюлмански владетел на Бруней. През 1225 г. китайският чиновник Чау Джу-Куа (Жао Ругуа) съобщава, че По-ни има 100 военни кораба, с които извършва търговията си и че в царството има много богатства.
През XIV век хананският ръкопис на Нагаракретагама, писан от Прапанка през 1365 г., споменава Барун като васалския щат на Маяпахит, който трябва да даде годишен данък от 40 кати от камфор. През 1369 г. Сулус атакува По-ни, заграбвайки съкровища и злато. Флотида от Маяфахит успява да изгони Сулус, но По-ни остава по-слаб след атаката. Китайският летопис от 1371 г. описва По-ни като беден и напълно контролиран от Маджапахид. 
Въпреки това учените твърдят, че силата на султана от Бруней е била в своя връх между XV и XVII век, като властта му се простира от северната част на Борнео до южните Филипини. 
До XVI век ислямът е твърдо вкоренен в Бруней и страната построява една от най-големите джамии. През 1578 г. Алонсо Белтран, испански пътешественик, я описва като пететажна, висока и построена върху вода.

### Войната с Испания и упадък
Европейското влияние постепенно слага край на регионалната власт, тъй като Бруней навлиза в период на упадък, съпроводен от вътрешни размирици над кралската последователност. Тъй като испанците смятат Бруней за центъра на ислямското проповядване във Филипините. Испания обявява война през 1578 г., планирайки да атакува и да улови кота Бату, столицата на Бруней по това време. Това се основава отчасти на помощта на двама брюкселни благородници, Пенгиран Сери Лела и Пенгиран Сери Ратна. Първият пътувал до Манила, след това в центъра на испанската колония, самият Манила бил пленен от Бруней и християнизиран, Пенгиран Сери Лела дошъл да предложи Бруней като приток на Испания за помощ за възстановяването на трона, узурпиран от брат му Сайфул Риял. Испанците се съгласяват, че ако успеят да завладеят Бруней, Пенгиран Сери Лела ще бъде провъзгласен за султан, а Пенгиран Сери Ратна ще бъде новият Бендахара.
През март 1578 г. испанският флот пристига от Мексико и се установява на Филипините, воден от Де Санде. Той организира експедиция от Манила за Бруней. Експедицията се състои от 400 испанци, 1500 филипинци и 300 брунейци.
Испанците нахлуват в столицата на 16 април 1578 г. с помощта на Пенгиран Сери Лела и Пенгиран Сери Ратна. Султанът Сайфул Риял и Падука Серио Бегаван Султан Абдул Кахър са принудени да избягат до Мераган, а след това до Джерудонг. В Йерудонг те планират да изгонят завоевателната армия от Бруней. Страдайки от висока смъртност поради избухване наепидемия от холера или дизентерия, испанците решават да изоставят Бруней и да се завърнат в Манила на 26 юни 1578 г., след 72 дни. Преди да направят това, те изгарят джамията – висока конструкция с петстепенно покривало. 
Пенгиран Сери Лела умира през август или септември 1578 г., вероятно от същата болест, разболяла испанските му съюзници. Има подозрения, че той може да е бил отровен от управляващия султан. Дъщерята на Сери Лела, брунейска принцеса, заминала с испанците, се оженва за християнски тагалог, наречен Агустин де Легазпи де Тондо.
 Страната претърпя гражданска война от 1660 до 1673 година.

### Британско управление
Великобритания атакува Бруней през юли 1846 г. поради вътрешни конфликти за това кой е справедлив султан. 
През 80-те години на XX век спадът на Брунейската империя продължава. Султанът отпускал земя (сега Саравак) на Джеймс Брук, който му помогнал да потуши бунт и да му позволи да установи Кралство Саравак. С течение на времето Брук и неговите племенници (които са го последвали) наемали или присъединявали повече земя. Бруней е загубил голяма част от територията си за него и династията му, известни като Белите раджи.
Султан Хашим Джалилул Алам Акамаддин призова британците да прекратят по-нататъшното посегателство от страна на Бруукс. „Договорът за защита“ беше договорен от сър Хю Норт и влязъл в сила на 17 септември 1888 г. Договорът казва, че султанът „не може да отстъпи или да отдава никаква територия на чужди сили без британско съгласие“; Тя осигурява на Великобритания ефективен контрол над външните работи на Бруней, което я прави британски протекторат (който продължава до 1984 г.). Но когато Кралство Саравак анексира района Пандуруан от Бруней през 1890 г., британците не предприеха никакви действия, за да го спрат. Те не считаха Бруней или Кралство Саравак за „чужди“ (според Договора за защита). Това окончателно анексиране от Саравак остави Бруней със сегашната си малка земна маса и разделяне на две части. 
Британските жители бяха въведени в Бруней по Допълнителното протекторативно споразумение през 1906 г. Жителите трябваше да съветват султана по всички въпроси на администрацията. С течение на времето местният президент поема повече изпълнителен контрол от султана. Жилищната система завършва през 1959 г. 

### Откриване на нефта
Нефтът в Бруней е открит на 297 метра дълбочина на 5 април 1929 година. Производството на петрол се увеличи значително през 30-те години на XX век с развитието на повече петролни находища. През 1940 г. производството на петрол е повече от шест милиона барела годишно. Британската Малайзийска петролна компания (сега Брунейска петролна компания) е основана на 22 юли 1922 г. Нефтът и природният газ са в основата на развитието и богатството на Бруней от края на XX век.

### Японска окупация
Японците нахлуват в Бруней на 16 декември 1941 г., осем дни след нападението над Пърл Харбър и флота на САЩ. Бруней е нападнат от 10 000 войници от отдела Кавагучи от залива Кам Ран в Куала Белайт. След шест дни на борба те превземат цялата страна. Единствените съюзнически войски в района са 2-ри батальон на 15-ия Пенджабски полк, базиран в Кучинг, Саравак. 
След като японците завладяват Бруней, те подписват споразумение със султан Ахмед Тайуддин за управлението на страната. Инхе Ибрахим (по-късно познат като Пехин Дату Пердана Метер Дато Лайла Утама Аванг Хаджи Ибрахим) и бивш секретар на британския президент Ернст Едгар Пенгили, е назначен за главен административен служител под японския губернатор. Японците са предположили, че Пенгили ще запази позиция си зауправление, но той отказа. И той, и други британски граждани, все още в Бруней, са интернирани от японците в лагера ату Линтанг в Саравак. 
Султанът запазва своя трон и получава пенсия и почести от японците. По време на по-късната част на окупацията той живее в Тантия, Лимбанг и няма нищо общо с японците. Повечето малайски държавни служители са задържани от японците. Администрацията на Бруней е преобразувана в пет префектури, включително британския Северен Борнео. В префектурите са включени Барам, Лабуан, Лоуас и Лимбанг. Ибрахим скрива много значими правителствени документи от японците по време на окупацията. Пенгиран Юсуф, заедно с други брунейци, е изпратен в Япония за обучение. 
Британците са очаквали японска атака, но нямат достатъчно средства да защитят района поради участието си във войната в Европа. Войските от Пенджабския полк запълват петролните находища с бетон през септември 1941 г., за да отслабят японците, които са ги използвали. Оставащото оборудване и инсталации са унищожени, когато японците нахлуват в Малага. До края на войната 16 минерала в Мири и Серия са рестартирани, като производството достига около половината от преди войната. Производството на гюруци в Мура е също възобновено, но с малък успех.
Генерал-майор Уотън от австралийската 9-а дивизия с генерал-лейтенант Масао Баба (подписване) на японската 37-а дивизия на церемонията по предаването в Лабуан на 10 септември 1945 г.
По време на окупацията, японският език е преподавал в училищата, а от правителствените служители се изисквало да учат японски. Местната валута е заменена от това, което е известно като „duit pisang“ (пари за банани). От 1943 г. хипер-инфлацията разрушава стойността на валутата и в края на войната тази валута е безоценена. Съюзническите атаки срещу корабоплаването в крайна сметка накараха търговията да спре. Храната и лекарствата недостигат за всички, а населението страда от глад и болести.
Пистата на летището е построена от японците по време на окупацията, а през 1943 г. японски военноморски части са разположени в залива Бруней и Лабуан. Военноморската база е унищожена от бомбардировките на съюзниците, но пистата на летището оцелява. По-късно е разработено като обществено летище. През 1944 г. съюзниците започват бомбардировъчна кампания, като унищожават голяма част от града и Куала Белаит, но не удрят Ааер.
На 10 юни 1945 г. австралийската 9-а дивизия се приземява в Мура в операция Обой Шест, за да прогони японците от остров Борнео. Те са подкрепени от американските въздушни и военноморски части. Град Бруней в бомбардиран и възстановяван след три дни тежки боеве. Много сгради са унищожени, включително джамията. Японските сили в Бруней, Борнео и Саравак, под генерал-лейтенант Масао Баба, официално се предават в Лабуан на 10 септември 1945 г. Британската военна администрация поема властта от японците и остава до юли 1946 г.

### Втората световна война
След Втората световна война в Бруней бе създадено ново правителство под Британската военна администрация (БМА). То се състои основно от австралийски офицери и военнослужещи. Администрацията на Бруней е приета на Гражданската администрация на 6 юли 1945 г. Същата година се възобновява и Държавният съвет на Бруней. На БМА е възложена задачата да възобнови брунейската икономика, която е съсипана от японците по време на тяхното управление.
Преди 1941 г. управителят на проливите в провинцията, със седалище в Сингапур, отговаря за задълженията на Върховния комисар на Великобритания за Бруней, Саравак и Северно Борнео (сега Сабах). Първият британски върховен комисар за Бруней е управителят на Саравак сър Чарлз Ардън Кларк. Барисан Пемуда („Младежко движение“) (съкратено като БАРИП) е първата политическа партия, която ще бъде създадена в Бруней на 12 април 1946 г. Партията възнамерява да „запази суверенитета на султана и страната и да защити правата на малайзийците." БАРИП допринася и за състава на националния химн на страната. Партията е закрита през 1948 г. поради неактивност.
През 1959 г. е написана нова конституция, която обявява Бруней за самоуправляваща се държава, докато нейните външни работи, сигурност и защита остават отговорност на Обединеното кралство. Един малък бунт избухва срещу монархията през 1962 г., който е потиснат с помощта на Великобритания. Известно като „Брунейско въстание“, то допринася за провала на създаването на Северна федерация Борнео. Революцията частично повлия на решението на Бруней да се откаже от Малайзийската федерация.
Бруней печели своята независимост от Обединеното кралство на 1 януари 1984 г. Официалният национален празник, който отпразнува независимостта на страната, се провежда традиционно на 23 февруари.

### Писане на Конституцията
През юли 1953 г. султан Омар Али Сайфудиен III формира седемчленна комисия, за да разбере мнението на гражданите относно писмена конституция на Бруней. През май 1954 г. султанът, постоянен и върховен комисар се срещат, за да обсъдят констатациите на комисията. Те се съгласяват да разрешат изготвянето на конституция. През март 1959 г. султан Омар Али Сайфудън III води делегация в Лондон, за да обсъди предложената Конституция. Британската делегация е водена от сър Алън Ленъкс-Бойд, държавен секретар на колониите. По-късно британското правителство приема проектоконституцията.
На 29 септември 1959 г. е подписано Споразумението за Конституцията в Бандар Сери Бегаван. Споразумението е подписано от султан Омар Али Сайфудън III и сър Робърт Скот, генерален комисар за Югоизточна Азия. То включва следните разпоредби:
- Султанът става върховен държавен глава.
- Бруней отговаря за вътрешната си администрация.
- Британското правителство отговаря само за външните и отбранителните въпроси.

Постът на „Резидент“ бе премахнат и заменен от британски Върховен комисар.
Създадени са пет съвета:
- Изпълнителният съвет
- Законодателният съвет на Бруней
- Съветникът на британците
- Съвет по наследяване
- Държавният религиозен съвет

### Национални планове за развитие
Серия от национални планове за развитие е инициирана от 28-ия султан на Бруней, Омар Али Сайфудън III.
Първата е въведена през 1953 г. Общата сума от 100 млн. долара е одобрена от Държавния съвет на Бруней за плана. Е.Р. Бевингтън, от колониалната служба във Фиджи, е назначен да го изпълни. В рамките на плана е построен газов завод на стойност 14 млн. долара. През 1954 г. проучването е извършено от Брунейската нефтена компания, както на офшорни, така и на сухоземни полета. До 1956 г. нефтопроизводството достига 114 700 барела.
Планът също така подпомага развитието на общественото образование. До 1958 г. разходите за образование възлизат на 4 милиона долара Комуникациите са подобрени, тъй като са построени нови пътища, а реконструкцията на летище Беракас е завършена през 1954 г.
Вторият Национален план за развитие е стартиран през 1962 г. Голямо нефтено и газово находище е открито през 1963 г. С това откритие, втечнения природен газ стана важен. С развитието на нефтения и газовия сектор, производството на петрол оттогава нараства. Планът също така насърчава производството на месо и яйца за консумация от гражданите. Рибната промишленост увеличава продукцията си с 25% по време на плана. През този период е построено и пристанището в Мура. Изискванията за електроенергия са изпълнени и са направени проучвания за осигуряване на електроенергия на селските райони. Положени са усилия за спиране на маларията и ендемична болест в региона, с помощта на Световната здравна организация. Случаите на малария са намалени от 300 случая през 1953 г. до едва 66 случая през 1959 г. Смъртността намалява от 20 на хиляда през 1947 г. на 11.3 на хиляда през 1953 г. Инфекциозните заболявания са предотвратени чрез обществени санитарни условия и подобряване

### Независимост
На 7 януари 1979 г. между Бруней и Великобритания е подписан друг договор. Той е подписан, а лорд Гороуи-Робъртс, представител на Великобритания. Това споразумение даде на Бруней да поеме международните отговорности като независима държава. Великобритания се съгласява да подпомага Бруней по дипломатически въпроси. 
През май 1983 г. Великобритания обявява, че датата на независимост на Бруней ще бъде 1 януари 1984 г.
На 31 декември 1983 г. се провеждат масови събирания върху основните джамии в четирите области на страната и в полунощ на 1 януари 1984 г. Провъзгласяването на независимостта е прочетено от Негово Величество Хасанал Болкиа, което сега е адресирано по този начин. 

### Политика през XXI век
През октомври 2013 г. султан Хасанал Болкиа обяви намерението си да наложи закон за шариата на мюсюлманите в страната, които заемат около две трети от населението на страната. Това ще се осъществи на три етапа, завършващи през 2016 г., и ще направи Бруней първата и единствена страна в Източна Азия, която е въвела закон за шариата в своя наказателен кодекс. Този ход привлича международна критика от ООН, изразяваща „дълбока загриженост“.

## Държавно и политическо устройство
Бруней е абсолютна монархия, оглавявана от султан. Политическата система на Бруней се ръководи от конституцията и националната традиция на малайската ислямска монархия – концепцията за Мелау Мусала и Иран Берхай. Трите компонента обхващат малайската култура, ислямската религия и политическата рамка под монархията. Тя има правна система, основана на английското обичайно право, въпреки че в някои случаи ислямското право на шариата заменя това. Бруней има парламент, но няма избори; Последните избори са проведени през 1962 г. 
По силата на конституцията на Бруней от 1959 г. Негово Величество Падука Сери Багинда Султан Хаджи Хасанал Болкиа Муизададин Вадалу е държавен глава с пълна изпълнителна власт. От 1962 г. насам този орган е включил спешни правомощия, които се подновяват на всеки две години. Бруней технически е бил под военно положение след Брунейското въстание от 1962 г. Султанът Хасанал Болкиа е подпомаган от четири съвета и кабинет от министри, но ефективно притежава абсолютна власт. Кралското семейство запазва статут на почит в Бруней.

### Външни отношения
До 1979 г. външните отношения на Бруней се управляват от правителството на Обединеното кралство. След това те са обработени от Дипломатическата служба на Бруней. След обявяването на независимостта през 1984 г., тази служба е актуализирана до министерско ниво и сега е известна като Министерство на външните работи. 
Официално, външната политика на Бруней е следната:
- Взаимно зачитане на териториалния суверенитет, почтеност и независимост на другите;
- Поддържане на приятелски отношения между народите;
- Ненамеса във вътрешните работи на други държави; и
- Поддържането и насърчаването на мира, сигурността и стабилността в региона.

С традиционните си връзки с Обединеното кралство Бруней става 49-ият член на Британската общност веднага след обявяването на независимостта си на 1 януари 1984 г. Като една от първите си инициативи за подобряване на регионалните отношения, Бруней се присъедини към АСЕАН на 7 януари 1984 г., като стана шести член. За да постигне признание за своя суверенитет и независимост, тя се присъедини към ООН като пълноправен член на 21 септември същата година 
Като ислямска страна Бруней стана пълноправен член на Организацията на ислямската конференция (сега Организацията за ислямско сътрудничество) през януари 1984 г. на четвъртата ислямска среща на върха, проведена в Мароко. 
След присъединяването си към Азиатско-тихоокеанския форум за икономическо сътрудничество през 1989 г. Бруней бе домакин на срещата на икономическите лидери на APEC през ноември 2000 г. и Регионалния форум през юли 2002 г. Бруней стана член-основател на Световната търговска организация на 1 януари 1995 г. и е основен участник в BIMP-EAGA, създаден по време на учредителното заседание на министрите в Давао, Филипините на 24 март 1994 г. 
Бруней споделя близки отношения със Сингапур и Филипините. През април 2009 г. Бруней и Филипините подписаха Меморандум за разбирателство, който има за цел да укрепи двустранното сътрудничество на двете страни в областта на селското стопанство и търговията и инвестициите, свързани с фермата.
Бруней е една от многото държави, които могат да претендират за някои от оспорваните острови Спратли. Статутът на Лимбанг като част от Саравак е оспорен от Бруней, тъй като районът за първи път е бил приложен през 1890 г. Въпросът се урежда през 2009 г., като Бруней се съгласява да приеме границата в замяна на оттеглянето на Малайзия от петролни находища в брунейските води. Правителството на Бруней отрича това и заявява, че твърдението им за Лимбанг никога не е било отпадано.
Бруней бе председател на АСЕАН през 2013 г. Той също така беше домакин на срещата на върха на АСЕАН през същата година.

### Политически партии
Брунейската национална обединена партия е единствената политическа партия в страната. Нейната цел е да поддържа монархията. Основана е през 1986 г.

### Отбрана
Бруней поддържа три батальона на пехота, разположени в цялата страна. Транспортният флот на Бруней има няколко патрулни лодки „Ijtihad“ (в превод от малайски усилие), закупени от немски производител. Обединеното кралство също така поддържа база в Серия, центърът на петролната индустрия в Бруней. В него се намира батальон от Гурка, състоящ се от 1500 души. Военнослужещи от Обединеното кралство са разположени там по силата на споразумение за отбрана, подписано между двете страни
Хеликоптер Bell 212, експлоатиран от военновъздушните сили, се разбива в Куала Белайт на 20 юли 2012 г., като загиват 12 от 14-те екипажа на борда. Причината за аварията все още не е установена. Катастрофата е най-лошият авиационен инцидент в историята на Бруней.
Армията придобива ново оборудване, включително дронове и хеликоптера Sikorsky S-70i Black Hawks. 
Законодателният съвет на Бруней предложи увеличение на бюджета за отбрана за 2016 – 17 финансова година от около 5% до 564 милиона долара Бруней (408 милиона долара). Това възлиза на около 10% от общите национални годишни разходи на държавата и представлява около 2,5% от БВП.

## География
4°55′00″ с. ш. 114°55′00″ и. д. / 4.916667° с. ш. 114.916667° и. д.
- Страната е разположена в северната част на остров Калимантан (Борнео). Областта Лимбанг на малайзийския щат Саравак, който изцяло обгръща страната, разделя Бруней на две, като оставя отворена само северната брегова линия.
- Средната надморска височина е 478,76 m. Средното разстояние до бреговата линия е 33,54 km[7]. Бруней има площ 5765 km². Границата с Малайзия е 380 km, а бреговата линия на Тихия океан (Южнокитайско море) е 190 km.
- Релефът на страната е равнинен, с изключение на южните гранични райони, където максималната височина достига 1850 m (връх Бикит Пагон).
- Четири главни реки прекосяват четирите географски и административни райони на страната. Най-пълноводна е река Белаит, с водосборен басейн 2700 km², а най-малка е река Тамбуронг. Басейнът на река Тутонг е 1300 km²; най-важна за страната е едноименната река Бруней, която минава през столицата и на брега ѝ е издигнат султанският палат и други важни обществени сгради[8].
- Водното селище Кампонг Айер, издигнато посред река Бруней в столицата, е дом на 10% от населението

### Климат
Климатът е влажен субтропичен, със средна годишна температура 23,6 °С, средна лятна температура 29,4 °С и средна зимна температура 21 °С. Валежи – 1500 – 2000 mm, главно през летния мусонен сезон, когато духат югозападните мусони – от юни до септември.
| Климатична таблица                 | Климатична таблица | Климатична таблица | Климатична таблица | Климатична таблица | Климатична таблица | Климатична таблица | Климатична таблица | Климатична таблица | Климатична таблица | Климатична таблица | Климатична таблица | Климатична таблица | Климатична таблица |
| Месеци                             | яну.               | фев.               | март               | апр.               | май                | юни                | юли                | авг.               | сеп.               | окт.               | ное.               | дек.               | Годишно            |
| Средни максимални температури (°C) | 19                 | 18                 | 21                 | 25                 | 28                 | 32                 | 34                 | 33                 | 31                 | 27                 | 24                 | 21                 | 21,92              |
| Средни минимални температури (°C)  | 12                 | 12                 | 14                 | 17                 | 21                 | 23                 | 26                 | 24                 | 23                 | 19                 | 17                 | 14                 | 17,5               |
| Средни месечни валежи (mm)         | 86                 | 135                | 178                | 170                | 231                | 290                | 248                | 305                | 244                | 122                | 66                 | 71                 | 2129               |
| ---------------------------------- | ------------------ | ------------------ | ------------------ | ------------------ | ------------------ | ------------------ | ------------------ | ------------------ | ------------------ | ------------------ | ------------------ | ------------------ | ------------------ |
|                                    |                    |                    |                    |                    |                    |                    |                    |                    |                    |                    |                    |                    |                    |

## Демография

### Население
Население:442 400. души, гъстота – 74,4 д/km². Средна продължителност на живота 75,52 – мъже – 73,32 г., жени – 77,83 г.
Градско население – 70%. В западната по-голяма част на страната живеят 97% от населението, докато едва 10 хиляди обитават източния окръг Темронг, който е и по-планински.
Годишен естествен прираст: 29/1000;
Годишна смъртност: 3/1000;
Средна раждаемост: 4 деца/майка;
Годишна детска смъртност (през 1-вата година на живота): 6/1000.
Етнически състав: малайци – 64,6%, даяки – 13,4%, китайци – 19,1%, индийци – 1,6%, други – 1,3%.
Официални езици: малайски и английски; други езици: няколко китайски диалекта, ибан и местни аборигенни езици.
Вероизповедания: мюсюлмани (сунити) – 62,5%, будисти – 13,2%, християни – 7,6% (протестанти – 56,0%, католици – 44,0%), хиндуисти – 1,1%, конфуцианци и даоисти – 5,2%, местни традиционни вярвания и култове – 10,4%.
Грамотност: 92,7%.

### Религии
Ислямът е официалната религия на Бруней, по-специално тази на сунитския бранш, диктувана от маххаба Сафий. Две трети от населението, включително повечето брунейски малайци и брунейски китайци, се придържат към исляма. Други практикувани вероизповедания са будизмът (13%, предимно китайците) и християнството (10%). Атеисти, предимно китайски, формират около 7% от населението. Въпреки че повечето от тях практикуват някаква форма на религия с елементи на будизма, конфуцианството и даоизма, те предпочитат да се представят като практикуващи неофициално религия, поради което са означени като атеисти в официалните преброявания. Последователите на местните религии са около 2% от населението.

### Езици
Официалният език на Бруней е стандартен малайски. Местният диалект, брунейски малайски, е най-широко разпространеният език.
Английският език е широко използван като бизнес и официален език и се говори от мнозинството от населението в Бруней.
Китайското малцинство в Бруней говори редица китайски диалекти.
Арабският (عربي) е религиозен език на мюсюлманите. Следователно, арабски се преподава в училища, особено в религиозни училища, а също и във висши учебни заведения. От 2004 г. в Бруней има шест арабски училища и един религиозен учителски колеж. Мнозинството от мюсюлманското население на Бруней има някаква форма на формално или неформално образование в четенето, писането и произношението на арабския език като част от тяхното религиозно образование

## Селища
Столицата – Бандар Сери Бегаван, има 50 хил. ж.; до 1970 г. се казва Бруней таун (или Бруней сити); наречена е Бандар Сери Бегаван на името Сери Бегаван, прието от предишния султан на Бруней – Омар Али Саифуддин, след абдикацията му през 1967 г.;); бандар на индонезийски означава „пристанище“, а на малайски „град“.
Други градове са: Бангар, пристанищният град Муара, петролодобивният град Сериа, Тутонг, Суканг и Куала Белайт.

## Административно деление

### Окръзи
Бруней е разделена на 4 окръга:
1. Белайт
2. Бруней-Муара
3. Тембуронг
4. Тутонг

|                | Административни окръзи на Бруней | Административни окръзи на Бруней | Административни окръзи на Бруней | Административни окръзи на Бруней | общо за             |
| Белайт         | Бруней и Муара                   | Тембуронг                        | Тутонг                           | Бруней                           |                     |
| столица:       | Куала Белайт                     | Бандар Сери Бегаван              | Бангар                           | Тутонг                           | Бандар Сери Бегаван |
| територия: km2 | 2724                             | 571                              | 1304                             | 1166                             | 5765                |
| население      |                                  |                                  |                                  |                                  |                     |
| 2011           | 60 744                           | 279 924                          | 8852                             | 43 852                           |                     |
| 2001           | 55 600                           | 202 700                          | 8600                             | 38 600                           | 332 800             |
| 1999           | 66 800                           | 218 800                          | 9400                             | 35 700                           | 330 700             |
| 1981           | 49 600                           | 114 300                          | 6200                             | 21 600                           | 191 800             |
| 1971           | 42 400                           | 72 800                           | 5200                             | 15 900                           | 136 300             |

### Мукими
Окръзите са подразделени на общо 38 райони, наричани мукими.

## Стопанство
- Страната е с един от високите в света доходи на глава от населението $26 500 (за сравнение: най-нисък доход има Д.Р. Конго: $300, най-висок – Люксембург: $88 000; средно за света: $10 000)[15].
- Икономиката е основана на добива на нефт (около 8,8 млн. т./год.) и газ (над 9,8 млрд. m³/год.), износът дава 95% от валутните постъпления. Находищата са открити през 1929 г.
- Селското стопанство е слабо развито. Обработват се едва 5,5% от площта на страната. Отглежда се кокосова палма, палмата нипа, банани, манго, каучуково дърво и др. Над 80% от хранителните продукти се внасят.
- Индустриалното производство е ограничено в леката промишленост. Произвежда се естествен каучук и се изнася в суров вид.
- Към 2010 г. се очаква влизането в експлоатация на първия газопреработвателен комбинат, който от природен газ (метан, СН4) ще произвежда метанол (СН3ОН) и други материали като смоли, разтворители, лепила, бензинови подобрители и полимери. Принципът на превръщане на природния газ (метан) в метанол ще е каталитичен – с употреба на медни катализатори [16].

### Външната търговия
- Експорт – €5,3 милиарда (2015) – суров нефт, природен газ, дрехи.
- Основни клиенти: Япония – 40,4%, Индонезия – 21,4%, Южна Корея – 15,3%, Австралия – 10%.
- Внос – €5,5 милиарда (2015 г.) – промишлени продукти, потребителски стоки, храни.
- Основни доставчици: Сингапур – 36,3%, Малайзия – 18,9%, Япония – 7,6%, Китай – 5,4%, Тайланд – 5%, САЩ – 4,7%, Великобритания – 4,7%.

## Инфраструктура
Населените центрове в страната са свързани чрез мрежа от 2800 km пътища. 135 km магистрала от град Мура до Куала Белайт се модернизира на двоен път. 
Бруней е достъпен по въздушен, морски и сухопътен транспорт. Международното летище Бруней е главната входна точка за страната. Royal Brunei Airlines е националният превозвач. Има още едно летище – летището Андики, разположено в Серия. Трафик терминалът в Muara обслужва редовни връзки до Лабуан (Малайзия). Ремаркетите осигуряват транспортиране на пътници и товари до област Temburong. Главната магистрала, която минава през Бруней, е автомагистрала Тутонг-Мура. Пътната мрежа на страната е добре развита. Бруней има едно главно морско пристанище, разположено в Мура.
Летището в Бруней понастоящем се разширява значително. Летище Чанги Интернешънъл е консултант, работещ по тази модернизация, чиято планирана цена e 150 млн. долара. Този проект е планиран да добави 14 000 m² от нови подове и включва нов терминал и зала за пристигане. С приключването на този проект годишният капацитет на пътниците на летището се очаква да се удвои от 1,5 на 3 милиона. 
С една частна кола за всеки 2,09 души, Бруней има една от най-високите нива на собственост на автомобили в света. Това се дължи на липсата на цялостна транспортна система, нисък данък върху вноса и ниска цена на безоловен бензин от $0,53 на литър.
Нов път с дължина 30 km, свързващ кварталите Мура и Тембург на Бруней, е планиран да бъде завършен през 2019 г. 14 km от този път ще пресичат залива Бруней. Цената на моста е $1,6 милиарда.

### Банково дело
Банката на Китай през април 2016 г. получава разрешение да открие клон в Бруней. Citibank, която влезе през 1972 г., затвори операциите си в Бруней през 2014 г. HSBC, която влезе през 1947 г., понастоящем е в процес на затваряне на операциите си в страната.

## Медии

### Печатни медии
В страната има четири частни ежедневници, две на английски език – [[Borneo Bulletin, News Express и две на малайски – Media Permata, Harian Ekspres, покриваща вътрешни и международни събития. Правителството публикува седмичник в малайски език, Pelita Brunei.
Списания основно за забавление са „Regal“, „Muhibah“, „Mutiara“ (в превод – перла).
Освен това се разпространяват някои чуждестранни вестници и списания. Представителство в Бруней имат International Times (55 хиляди екз.), информационна агенция Синхуа (Китай) – бюлетин с тираж]] 7,5 хиляди копия, бюлетин оборот от 7,5 хиляди копия, „Miri Deyli“, вестник с 23 хил. екз.
В Бруней няма закон за печата. Действията на печатните медии е предмет на Закона за вестници (глава 105) и Закона за нежелани публикации (глава 25). Телевизионната продукция е регламентирана със Закона от 1997 г. за електронните медии.

### Електронни медии
Правителството на Бруней притежава и управлява шест телевизионни канала, излъчвани с цифров сигнал от DVB-T (RTS 1, RTB 2, RTB 3 (HD), RTB 4, RTB 5 и RTB New Media) и пет радиостанции (National FM, Pilihan FM, Nur Islam FM, Harmony FM и Pelangi FM). Частната компания DVB-T е направила кабелна телевизия (Astro-Kristal), както и една частна радиостанция, Kristal FM. Тя също има радиостанция излъчваща онлайн, UBD FM, която се излъчва от първия университет, университет Бруней Дарусалам.

## Здравеопазване
- В Бруней има четири държавни болници, по един за всеки район. Има и 16 здравни центъра и 10 здравни клиники.
- Здравните грижи в Бруней се таксуват на $1 за консултация за граждани и са безплатни за деца под 12-годишна възраст. За медицинска помощ, която не се предлага в страната, гражданите се изпращат в чужбина за сметка на правителството. В периода 2011 – 12 г. 327 пациенти са били лекувани в Малайзия и Сингапур на цена от 12 милиона долара за сметка на правителството.
- Бруней има 2,8 болнични легла на 1000 души. Разпространението на ХИВ/СПИН е 0,1%. Провеждат се множество кампании за повишаване на осведомеността за СПИН.
- 7,5% от населението са със затлъстяване, най-високата степен на разпространение в АСЕАН. Най-малко 20% от учениците в Бруней са или с наднормено тегло, или със затлъстяване.

## Култура
Културата на Бруней е предимно малайзийска, силно повлияна от Исляма, но по-консервативна от тази на жителите на страната Малайзия 
- Адет и шария, или законът на традициите, управляват многото държавни церемонии; това е отразено в устройството на държавната администрация – специален отдел по церемониите и държавния протокол се грижи за опазването на традициите, облеклото и хералдиката[18].
- Етикетът задължава да се подават предмети само с дясната ръка, да се сочи само с палеца и никога с показалеца и да се събуват обувките при влизане в дом или обществена сграда, особено джамия; ръкуването е леко и последвано от докосване на гърдите си с дясната ръка; никога не се обръщат поименно на малко име; публична проява на гняв е недопустима[19]
- Официалният малайски език принадлежи към западната малайо-полинезийска подгрупа на австронезийското езиково семейство; когато е записван с арабски шрифт, се нарича джауи (или джави). Повечето от писмените документи на страната са на двата шрифта – малай и джауи.
- Културата е продукт на етническото разнообразие на страната, с две трети малайци, а останалите предимно китайци, индийци и аборигени; голям е броят и на гастарбайтерите, особено от Индонезия и домашни помощници от Филипините, Тайландски, Бангладешки и индийски работници, както и специалисти от Великобритания и САЩ, работещи в сферите на индустрията и образованието.

### Сух режим
- Алкохолът е забранен от Корана; съответно продажбата и публичната консумация на алкохол са забранени със закон [20].
- Чужденци и не-мюсюлмани имат право да внасят 12 кена бира и две бутилки вино или концентрат при влизане, не по-често от веднъж на 48 часа.
- След въвеждане на сухия режим в началото на 1990-те всички кръчми, нощни клубове и барове се принудили да затворят.
- Консумацията на алкохол се наказва с глоба от $500 (САЩ) по член 77 на Закона на ислямския религиозен съвет[21].

### Брунейски знаменитости
- Хокеистът Крейг Адамс от Чикаго Блекхоукс, (САЩ)
- Певецът Уу Чън – тайванска поп-звезда, модел и член на състава Фаренхайт, (Тайван)
- телевизионната звезда Зул Еф, (САЩ).
- Паула Малай Али работи за канал ESPN Star Sports, (САЩ).